# Nasir al-Dawla
Abu Muhammad al-Hasan ibn Abi'l-Hayja Abdallah ibn Hamdan al-Taghlibi (in arabo أبو محمد الحسن بن أبي الهيجاء عبد الله بن حمدان التغلبي‎?), più conosciuto semplicemente con il suo nome onorifico Nasir al-Dawla (ناصر الدولة, letteralmente "Il difensore della dinastia [abbaside]") (... – Ardumusht, 968 o 969), fu il secondo sovrano hamdanide dell'emirato di Mosul, che comprendeva la maggior parte della regione di Giazira.
Essendo uno dei discendenti più anziani ancora in vita della dinastia hamdanide, egli ereditò i domini familiari situati a ridosso di Mosul da suo padre, Abdallah ibn Hamdan, che dovette difendere dalle politiche espansionistiche dei suoi zii. Hasan fu coinvolto negli intrighi di corte del califfato abbaside a Baghdad e, tra il 942 e il 943, con l'assistenza di suo fratello Ali (noto come Sayf al-Dawla), si affermò come amir al-umara, o reggente de facto per il califfo abbaside. Fu respinto a Mosul dalle truppe turche e i successivi tentativi di scacciare i Buyidi che assunsero il controllo di Baghdad e dell'Iraq meridionale nel 945 si conclusero con ripetuti fallimenti. Per due volte, la sua capitale Mosul fu catturata dalle forze dei Buyidi, dimostratisi però non in grado di sconfiggere l'opposizione locale alla loro autorità. Poiché non riuscì nel suo intento di ritornare al potere, Nasir al-Dawla perse influenza e prestigio. Fu eclissato con il tempo dalle azioni di suo fratello Ali, che si affermò sempre più saldamente ad Aleppo e nella Siria settentrionale. Dopo il 964, il figlio maggiore di Nasir al-Dawla Abu Taghlib amministrò de facto i domini del genitore e nel 967, Nasir al-Dawla fu deposto e recluso, morendo in prigionia un anno o due dopo.

## Biografia

### Origini e ascendenza

Albero genealogico della dinastia degli Hamdanidi

Nasir al-Dawla nacque come al-Hasan ibn Abdallah ed era il primogenito di Abdallah ibn Hamdan (morto nel 929), figlio a sua volta di Hamdan ibn Hamdun, da cui deriva il nome della dinastia degli Hamdanidi; sua madre era una donna curda. Gli Hamdanidi erano legati ai Banu Taghlib, una tribù araba residente nella regione della Giazira (l'Alta Mesopotamia) sin dall'epoca pre-islamica. I Taghlib avevano tradizionalmente amministrato Mosul e i suoi dintorni fino alla fine del IX secolo, quando il califfato abbaside cercò di imporre un più fermo controllo sulla provincia. Hamdan ibn Hamdun fu uno dei capi Taghlibi più determinati nell'opporsi a questo tentativo. In quel particolare contesto, per respingere gli Abbasidi, si assicurò l'alleanza dei Curdi dislocati sulle montagne a nord di Mosul, un risultato di notevole importanza e che garantì le successive fortune della sua famiglia. I membri della famiglia si sposarono con degli abitanti curdi, che permeavano anche in maniera tangibile le file dell'esercito hamdanide.
I possedimenti di Hamdan furono catturati nell'895 dal califfo abbaside al-Mu'tadid (regnante dal 892 al 902), e Hamdan stesso fu costretto ad arrendersi vicino a Mosul dopo un lungo inseguimento. Messo in prigione, suo figlio Husayn ibn Hamdan, il quale aveva ceduto la fortezza di Ardumusht alle forze del califfo, riuscì a garantire un buon futuro della famiglia. Radunò truppe tra i Taghlib in cambio di esenzioni fiscali e si ritagliò un'influenza palpabile nella Giazira, agendo in veste di mediatore tra le autorità abbasidi e la popolazione araba e curda. Fu questa forte base locale che permise agli Hamdanidi di convivere, nonostante i rapporti spesso tesi, con il governo centrale abbaside di Baghdad all'inizio del X secolo. Husayn si dimostrò un generale di successo, essendosi distinto in battaglia contro i Kharijiti e i Tulunidi, ma cadde in disgrazia dopo aver sostenuto la fallita usurpazione di Ibn al-Mu'tazz nel 908. Suo fratello minore Ibrahim fu governatore di Diyar Rabi'a (la provincia intorno a Nusaybin) nel 919 e dopo la sua morte l'anno successivo gli successe un altro fratello, Dawud. Il padre di Hasan, Abdallah, operò come emiro (governatore) di Mosul dal 905/906 al 913/914, subì numerosi demansionamenti o promozioni a seconda dei mutamenti politici che si susseguirono a Baghdad, fino a quando non tornò a riprendere possesso di Mosul nel 925/926. Godendo di saldi rapporti con il potente comandante dell'esercito califfale, Mu'nis al-Khadim, nel 929 svolse un ruolo di primo piano nell'effimero colpo di Stato compiuto da al-Qahir (futuro califfo nel 932-934) contro al-Muqtadir (r. 908-932), finendo ucciso nelle repressioni che ne seguirono. Secondo lo storico Marius Canard, Abdallah si affermò come il membro più importante della prima generazione della sua dinastia, imponendosi essenzialmente quale fondatore dell'emirato hamdanide di Mosul.

### Consolidamento del controllo in Giazira

Cartina della Giazira (Alta Mesopotamia), terra di provenienza e principale base di potere degli Hamdanidi

Durante la sua assenza a Baghdad nei suoi ultimi anni dal 920/921 in poi, Abdallah relegò l'autorità su Mosul ad Hasan. Dopo la morte di Abdallah, tuttavia, al-Muqtadir colse l'occasione per vendicarsi degli Hamdanidi e nominò un governatore non imparentato su Mosul, mentre i domini di Abdallah furono spartiti tra i suoi fratelli sopravvissuti. Di fronte alle pretese degli zii, Hasan rimase lasciato a capo di una piccola porzione, sulla riva sinistra del Tigri. Nel 930, dopo la morte del governatore del califfo, Hasan riuscì a riprendere il dominio su Mosul, ma i suoi zii Nasr e Sa'id lo allontanarono presto dal potere e lo relegarono nelle aree occidentali della Diyar Rabi'a. Nel 934, Hasan riconquistò nuovamente Mosul, ma Sa'id, residente a Baghdad e sostenuto dal governo califfale, lo scacciò di nuovo. Hasan fuggì nell'Armenia dei Bagratidi, da dove complottò l'omicidio di Sa'id. Solo allora le sue truppe occuparono Mosul e lo elevarono definitivamente al ruolo di suo sovrano. Alla fine di questa lunga sequela di eventi, dopo aver sconfitto le forze califfali sotto il visir Ibn Muqla e i Banu Habib, suoi rivali tra i Taghlib, alla fine del 935 il califfo Al-Radi fu costretto a riconoscerlo formalmente come governatore di Mosul e dell'intera Giazira, in cambio di un tributo annuale di 70 000 dinari aurei e di forniture di farina per le due capitali califfali di Baghdad e Samarra.
Hasan dovette affrontare ancora una volta una notevole resistenza per poter governare in maniera solida quanto situato al di fuori di Mosul. A Diyar Bakr, il governatore di Mayyafariqin, Ali ibn Ja'far, si ribellò contro Hasan, e a Diyar Mudar, si ribellarono anche le tribù qaysite della regione attorno a Saruj. Hasan li sottomise e si assicurò il controllo dell'intera Giazira entro la fine del 936, in gran parte grazie agli sforzi di suo fratello Ali, a cui fu dato il governatorato delle due province come ricompensa. Nel frattempo, i Banu Habib sconfitti, che contavano ancora circa 10 000 uomini e facevano capo all'autorità di al-Ala ibn al-Mu'ammar, lasciarono le loro terre e fuggirono nel territorio controllato dall'impero bizantino. Questa mossa senza precedenti può essere spiegata dal fatto che una parte significativa della tribù praticava ancora il cristianesimo, o dalla pressione esercitata sulle loro terre di pascolo dalle tribù del sud, ma l'obiettivo primario della mossa era quello di sfuggire all'autorità e alla tassazione degli Hamdanidi. Hasan tentò anche di estendere il suo controllo sull'Adharbayjan governato dai Sagidi nel 934 e nel 938, ma i suoi sforzi fallirono.

### Lotta per il controllo del califfato

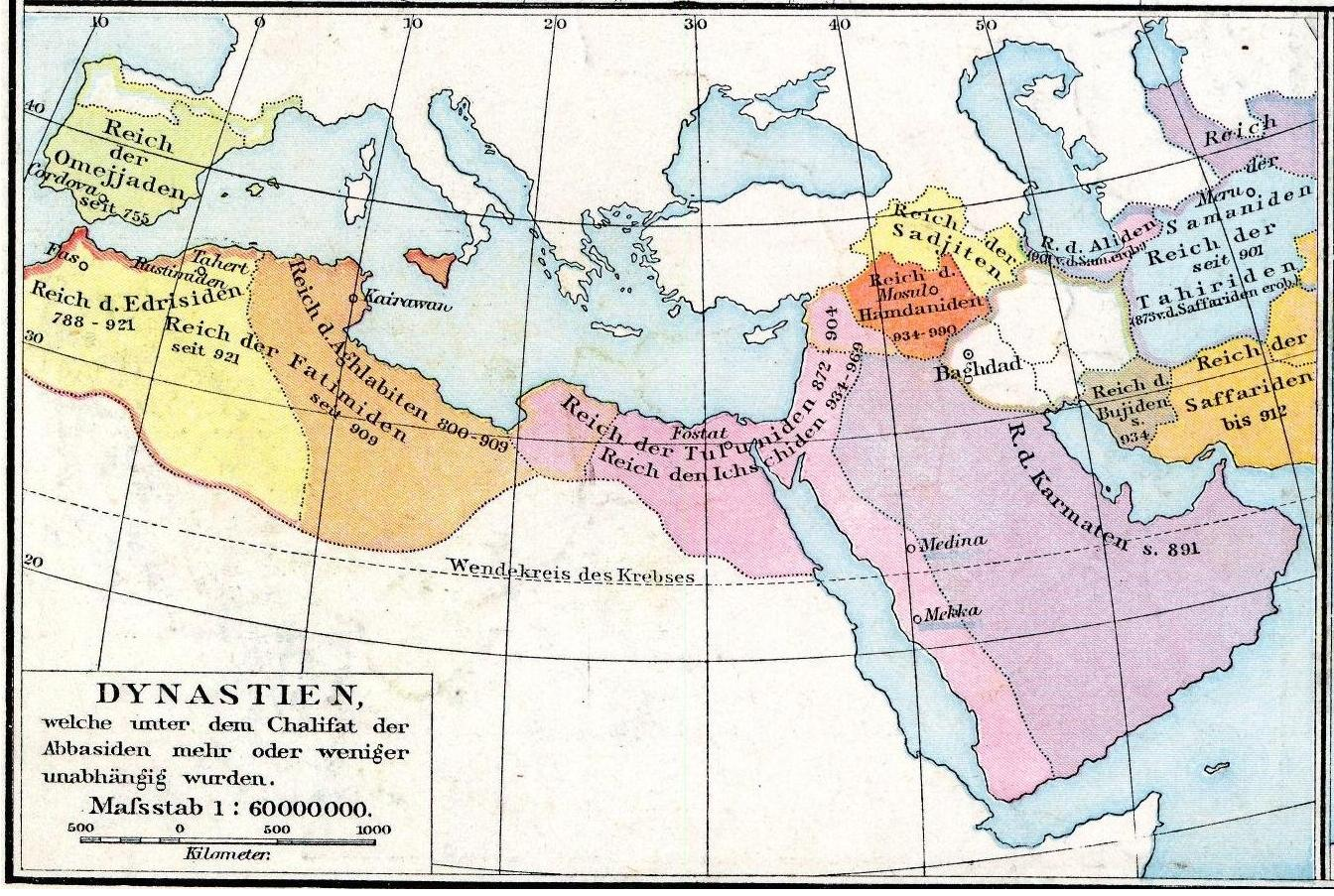
Cartina che mostra la frammentazione del califfato abbaside nel IX e X secolo, che mostra in rosso i domini in Giazira di Nasir al-Dawla

Mentre cercava di consolidare il suo dominio su Mosul, Hasan si mostrò del tutto leale al regime abbaside e si rifiutò di sostenere la rivolta di Mu'nis al-Khadim contro il califfo al-Muqtadir nel 932. Mu'nis riuscì però a rovesciare e a uccidere al-Muqtadir, dando inizio a un circolo vizioso di colpi di stato. Negli anni successivi il governo abbaside crollò quasi completamente, finché nel 936 il potente governatore di Wasit, Muhammad ibn Ra'iq, assunse il titolo di amir al-umara (comandante dei comandanti) e con esso il controllo de facto del governo abbaside. Il califfo al-Radi fu ridotto a un ruolo di rappresentanza, mentre l'ampia burocrazia civile fu drasticamente ridotta sia in termini di dimensioni che di potere. La posizione di Ibn Ra'iq appariva assolutamente poco sicura, poiché presto scoppiò una strenua lotta per il controllo del suo ufficio, e con esso del califfato, tra i vari governanti locali e i capi militari turchi e daylamiti, che si concluse nel 946 con l'ultima vittoria provvisoria dei Buyidi.
Così, intorno al 930, incoraggiato dal suo controllo su un vasto e ricco dominio, Hasan s insinuò negli intrighi della corte abbaside e divenne uno dei principali contendenti per il titolo di amir al-umara. All'inizio, Hasan cercò di sfruttare la debolezza del governo abbaside per trattenere il pagamento del tributo, ma il turcico Bajkam, che aveva estromesso Ibn Ra'iq nel 938, lo costrinse rapidamente a fare marcia indietro. Hasan decise dunque di parteggiare per Ibn Ra'iq e sostenerlo nel piano di quest'ultimo di riconquistare la sua carica perduta. Bajkam cercò di scacciare con la forza Hasan dai suoi domini in Giazira, sia pur invano, e alla fine fu ucciso in una fugace lotta con i briganti curdi all'inizio del 941. La grande occasione di Hasan arrivò all'inizio del 942, quando il califfo Al-Muttaqi (r. 940-944) e i suoi più stretti collaboratori fuggirono da Baghdad per sfuggire all'imminente caduta della città ai Baridi di Bassora e cercarono rifugio a Mosul. Hasan si espose allora del tutto e tentò di ottenere il potere per sé: fece perciò assassinare Ibn Ra'iq e gli succedette come amir al-umara, ricevendo il laqab (nome onorifico) di Nasir al-Dawla ('Difensore della dinastia'). In seguito, scortò il califfo a Baghdad, varcandone le porte il 4 giugno 942. Per rafforzare ulteriormente la sua posizione, Nasir al-Dawla diede in sposa sua figlia al figlio del califfo. Insieme al loro cugino, Husayn ibn Sa'id, il fratello di Nasir al-Dawla, Ali, fu determinante nell'impresa hamdanide, scendendo in campo contro i Baridi, che controllavano ancora la ricca provincia di Bassora ed erano determinati a riconquistare Baghdad. Dopo averli battuti nella battaglia di al-Mada'in, ad Ali fu conferito il laqab di "Sayf al-Dawla" ('Spada della dinastia'), con cui divenne famoso. Questo doppio riconoscimento segnò la prima volta che un laqab che incorporava la prestigiosa formula al-Dawla fu concesso a qualcuno diverso dal visir, il primo ministro del califfato, e fu un'affermazione simbolica del predominio dell'esercito su quello civile. burocrazia.
Il successo degli Hamdanidi e il loro dominio sulla capitale abbaside durarono poco più di dodici mesi. Non disponendo di grandi ricchezze ed essendo politicamente isolata, la dinastia trovò scarso sostegno tra i vassalli più potenti del califfato, ossia i Samanidi della Transoxiana e gli Ikhshididi dell'Egitto. Di conseguenza, quando alla fine del 943 scoppiò un ammutinamento tra le loro truppe (perlopiù composte da Turchi, Daylamiti, Carmati e soltanto pochi guerrieri arabi) per questioni legate alla paga, sotto la guida del generale turco Tuzun, furono costretti a lasciare Baghdad e a tornare nella loro città di riferimento, Mosul. Il califfo al-Muttaqi nominò allora Tuzun come amir al-umara, ma i modi autoritari del turco indussero al-Muttaqi a cercare nuovamente rifugio presso la corte hamdanide. Le forze condotte da Sayf al-Dawla si dispiegarono in campo contro l'esercito di Tuzun, ma furono sconfitte. Gli Hamdanidi conclusero un accordo con Tuzun ai sensi del quale veniva loro consentito di preservare il possesso della Giazira e veniva persino concessa l'autorità nominale sulla Siria settentrionale (all'epoca non sottoposta al controllo degli Hamdanidi), in cambio di un tributo annuale di 3,6 milioni di dirham.
Nel frattempo, il califfo fu portato a Raqqa per maggiore sicurezza, mentre Husayn ibn Sa'id cercò di assicurarsi il controllo della Siria settentrionale e di impedire al sovrano egiziano Muhammad ibn Tughj di prendere il controllo della regione. Il tentativo fallì, poiché Muhammad stesso avanzò in Siria, espugnò Aleppo e marciò verso Raqqa, dove incontrò il califfo. Muhammad cercò di convincere al-Muttaqi a recarsi in Egitto sotto la sua protezione, ma il califfo rifiutò e Muhammad ripartì per l'Africa. Al contrario, al-Muttaqi, convinto dalle rassicurazioni di Tuzun sulla sua lealtà e sicurezza, tornò a Baghdad, dove Tuzun lo depose e lo accecò, rimpiazzandolo con Al-Mustakfi (r. 944-946). Appresso questo crimine, Nasir al-Dawla rifiutò nuovamente il pagamento del tributo, ma Tuzun marciò contro di lui e lo costrinse a prestargli obbedienza. Da quel momento in poi, Nasir al-Dawla sarebbe rimasto vassallo di Baghdad, senza però mai rassegnarsi del tutto dalla cacciata dalla città che un tempo governava, tanto che durante gli anni successivi avrebbe intrapreso diversi tentativi per riconquistarlo.

### Guerre con i Buyidi

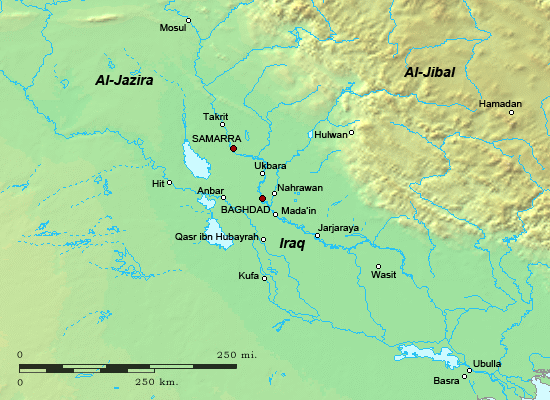
L'Iraq nel IX-X secolo

Alla fine del 945, Tuzun morì e tale evento indebolì la capacità del governo abbaside di mantenere la propria indipendenza contro il crescente potere dei Buyidi, che sotto Ahmad ibn Buya avevano già consolidato il controllo sul Fars e sul Kerman, assicurandoli la cooperazione dei Baridi. Il segretario di Al-Mustakfi, Ibn Shirzad, cercò di affrontare i Buyidi chiedendo ausilio a Nasir al-Dawla, ma Ahmad avanzò su Baghdad con le sue truppe e nel gennaio del 946 ottenne la nomina ad amir al-umara vedendosi assegnare il nome onorifico di Mu'izz al-Dawla ('Rafforzatore della dinastia'). Per assicurarsi la loro posizione, i Buyidi marciarono immediatamente contro gli Hamdanidi. Nasir al-Dawla reagì marciando lungo la riva orientale del fiume Tigri e bloccando Baghdad. Alla fine, tuttavia, i Buyidi surclassarono gli Hamdanidi in battaglia e costrinsero Nasir al-Dawla a ritirarsi a Ukbara. Da lì, Nasir al-Dawla avviò dei negoziati, mirando a garantire il riconoscimento del controllo hamdanide in Giazira, in Siria e persino in Egitto come tributari del califfato, collocando il confine tra le sfere di influenza buyide e hamdanide a Tikrit. I negoziati furono interrotti da una ribellione tra le truppe turche degli Hamdanidi, ma Mu'izz al-Dawla, che in quel momento preferiva un principato hamdanide stabile all'anarchia sul suo confine settentrionale, aiutò Nasir al-Dawla a sopprimerla. La pace fu concordata a condizioni favorevoli agli Hamdanidi e fu confermata con la presa in ostaggio di uno dei figli di Nasir al-Dawla a Baghdad.
Il conflitto tra i due rivali si riaccese nel 948, quando Mu'izz al-Dawla marciò di nuovo contro Mosul, ma fu costretto a interrompere la sua campagna per aiutare suo fratello Rukn al-Dawla, che stava avendo problemi in Persia. In cambio, Nasir al-Dawla accettò di ricominciare a pagare il tributo in Giazira e in Siria, nonché di aggiungere i nomi dei tre fratelli Buyidi dopo quello del califfo nella preghiera del venerdì (jumuʿa). Un altro ciclo di guerra scoppiò nel 956-958. Mentre i Buyidi erano preoccupati per la ribellione delle loro truppe Daylamite sotto Rezbahan ibn Vindadh-Khurshid nell'Iraq meridionale, Nasir al-Dawla colse l'opportunità per avanzare a sud e catturare Baghdad. Dopo la repressione della rivolta daylamita, tuttavia, gli Hamdanidi non furono in grado di mantenere la loro posizione di fronte alla controffensiva dei Buiyd e abbandonarono la città. La pace fu rinnovata in cambio della ripresa del pagamento del tributo e del versamento di un ulteriore risarcimento, ma quando Nasir al-Dawla si rifiutò di inviare il pagamento nel secondo anno, il sovrano buiyide avanzò verso settentrionale. Incapace di affrontare l'esercito dei Buiyidi sul campo, Nasir al-Dawla abbandonò Mosul e fuggì prima a Mayyafariqin, e poi da suo fratello Sayf al-Dawla ad Aleppo. I Buyidi conquistarono Mosul e Nasibin, ma gli Hamdanidi e i loro sostenitori si ritirarono nel loro territorio d'origine sulle montagne del nord, portando con sé i loro tesori e tutti i registri governativi e fiscali. Di conseguenza, l'esercito buyide non fu in grado di sostenersi nel territorio conquistato, tanto più che le truppe prevalentemente daylamite erano risentite dalla popolazione locale, che scagliò delle azioni di guerriglia contro di loro. Sayf al-Dawla cercò di mediare con Mu'izz al-Dawla, ma i suoi primi approcci furono respinti. Solo quando Sayf al-Dawla accettò di assumersi l'onere di pagare il tributo di suo fratello per l'intero Diyar Rabi'a, il sovrano buyide accettò la pace. Quest'intesa segna l'inversione dei ruoli tra i due fratelli hamdanidi e l'ascesa del più predominante ramo siriano della famiglia.
Nel 964, Nasir al-Dawla cercò di rinegoziare i termini dell'accordo, ma anche di garantire il riconoscimento buyide del suo primogenito, Abu Taghlib, quale suo successore. Mu'izz al-Dawla rifiutò le richieste di Nasir al-Dawla e invase nuovamente il territorio hamdanide. Ancora una volta Mosul e Nasibin furono catturate, mentre gli Hamdanidi si rifugiarono nelle fortezze di montagna. Come nel 958, i Buyidi non furono in grado di mantenersi a lungo nella Giazira e presto fu raggiunto un accordo che consentì agli Hamdanidi di tornare a Mosul. Questa volta, tuttavia, Abu Taghlib emerse come il sovrano effettivo al posto di suo padre: fu con lui, piuttosto che con l'anziano Nasir al-Dawla, che Mui'zz al-Dawla siglò un trattato. La fine del governo di Nasir al-Dawla avvenne nel 967, lo stesso anno in cui perirono suo fratello Sayf al-Dawla e il suo grande rivale, Mu'izz al-Dawla. Si dice che Nasir al-Dawla fosse rimasto così tanto colpito dalla dipartita del fratello da rassegnarsi alla morte e divenendo distaccato e avaro. Alla fine, Abu Taghlib, già governatore de facto dell'emirato, lo depose con l'aiuto della madre curda, Fatima bint Ahmad, che secondo Ibn al-Athir esercitò una notevole ingerenza sugli affari del marito. Nasir al-Dawla cercò di contrastarli rivolgendosi a uno degli altri figli avuti da un'altra madre, Hamdan. Reagendo a ciò, Abu Taghlib lo imprigionò nella fortezza di Ardumusht, dove morì nel 968 o 969.

### Politiche interne
Nasir al-Dawla fu duramente criticato dai contemporanei per le sue politiche fiscali oppressive e per le sofferenze arrecate alla popolazione. Il viaggiatore Ibn Hawqal, che visitò i domini di Nasir al-Dawla, riferisce ampiamente delle confische dei terreni privati che effettuò nelle regioni più fertili della Giazira, adducendo dei discutibili pretesti legali, fino a diventare il più grande proprietario terriero della sua provincia. Questa serie di provvedimenti perseguiva lo scopo di compiere una politica agricola destinata unicamente alla coltura di cereali, con la speranza di sfamare la demograficamente in crescita popolazione di Baghdad. Al contempo, si assistette a un aumento delle imposte interne, tanto che secondo le fonti sia Sayf al-Dawla sia Nasir al-Dawla divennero i principi più ricchi dell'intero mondo musulmano. Ciononostante, il tributo pagato ai Buyidi, stimato tra i due e i quattro milioni di dirham quando veniva pagato, costitutiva un pesante fardello per il tesoro. Gli studiosi moderni hanno perciò ritenuto che il funzionamento dell'apparato amministrativo hamdanide vada giudicato come abbastanza rudimentale.